# Estação Atocha (romance)
Estação Atocha (2011) (em inglês: Leaving the Atocha Station), é o romance de estreia do poeta e crítico norte-americano Ben Lerner, publicado pela editora Coffee House Press. No Brasil, foi lançado em 2015, pela Editora Rádio Londres, com tradução de Gianluca Giurlando. A obra venceu o prêmio Believer Book Award de 2011. A estação a que o título da obra se refere a uma estação ferroviária de Madrid, a Estação de Atocha.

## Enredo
O livro é narrado em primeira pessoa, por Adam Gordon, um poeta norte-americano, de 20 e poucos anos, que obtém uma bolsa de estudos prestigiada para se manter em Madri, por volta de 2004. O projeto que obteve a bolsa prevê a escrita de um longo poema narrativo, destacando o papel da literatura na Guerra Civil Espanhola. Gordon, entretanto, passa seu tempo lendo Tolstoi, fumando maconha, e observando os arredores de sua casa. Ele também mantêm relacionamentos românticos com duas espanholas, mentindo para elas e para outras pessoas para obter simpatia e evitar responsabilidades. Ele diz a várias pessoas que sua mãe morreu recentemente, relata a experiência de um amigo, que na tentativa fracassada de resgatar uma mulher afogada quase morre, como se fosse sua, e usa sua (às vezes fingida) falta de fluência em espanhol para sugerir, falsamente, que seus pensamentos são muito profundo e complexo para transmitir fora de sua língua nativa. Especialmente quando chamado a participar de leituras de poesia, ou painéis de discussão, Gordon lida com sentimentos de fraude e ansiedade.